# 프라나브 무케르지
프라나브 쿠마르 무케르지(힌디어: प्रणव कुमार मुखर्जी, 벵골어: प्রণব কুমার মুখোপাধ্যায়, 1935년 12월 11일 ~ 2020년 8월 31일)는 인도의 정치인이다. 인도의 제13대 대통령을 지냈다.
2012년 7월 22일에 열린 인도 대통령 선거에서 경쟁자 프루노 아기토크 상마를 누르고 대통령으로 당선되었다. 7월 25일 인도의 제13대 대통령직에 취임하였다. ‘고령에 의한 건강 문제’로 재선에 나서지는 않고 2017년 퇴임하였다.
2020년 8월 10일 자택의 화장실에서 쓰러져 뇌혈전 수술을 받기 위해 입원한 뒤 코로나19 확진 진단을 받았다. 뇌 수술을 한 뒤 혼수상태에 빠졌으며 8월 31일 폐 감염에 의한 패혈성 쇼크로 사망하였다.

## 역대 선거 결과
| 선거명      | 직책명        | 대수 | 정당          | 득표율 | 득표수    | 결과 | 당락 |
| ----------- | ------------- | ---- | ------------- | ------ | --------- | ---- | ---- |
| 2012년 선거 | 인도의 대통령 | 13대 | 인도 국민회의 | 69.3%  | 713,763표 | 1위  |      |

## 같이 보기
- 인도의 대통령